# Nycteris
Nycteris là một chi động vật có vú trong bộ Dơi. Chúng là chi duy nhất trong họ Nycteridae, được E. Geoffroy and G. Cuvier miêu tả năm 1795. Loài điển hình của chi này là Vespertilio hispidus Schreber, 1774. Các loài trong họ này phân bố ở đông Malaysia, Indonesia và vài nơi ở châu Phi.

## Phân loại
Họ Nycteridae
- Chi Nycteris
  - Nycteris arge
  - Nycteris aurita
  - Nycteris gambiensis
  - Nycteris grandis
  - Nycteris hispida
    - N. h. hispida
    - N. h. pallida

  - Nycteris intermedia
  - Nycteris javanica
  - Nycteris macrotis
    - N. m. macrotis
    - N. m. aethiopica
    - N. m. luteola

  - Nycteris madagascariensis
  - Nycteris major
    - N. m. major
    - N. m. avakubia

  - Nycteris nana
    - N. n. nana
    - N. n. tristis

  - Nycteris thebaica
    - N. t. thebaica
    - N. t. adana
    - N. t. albiventer
    - N. t. capensis
    - N. t. damarensis
    - N. t. najdiya

  - Nycteris tragata
  - Nycteris parisii
  - Nycteris vinsoni
  - Nycteris woodi